# René Préval
René Garcia Préval (Marmelade, 17 gennaio 1943 – Laboule, 3 marzo 2017) è stato un agronomo e politico haitiano che ha ricoperto il ruolo di Presidente della Repubblica di Haiti dal 14 maggio del 2006 al 14 maggio 2011.
Fu presidente anche precedentemente, dal 7 febbraio 1996 al 7 febbraio 2001, e Primo Ministro dal 13 febbraio 1991 all'11 ottobre 1991.

## Biografia
Préval nacque a Marmelade, Haiti. Studiò economia alla College of Gembloux e all'Università di Lovanio in Belgio. Studiò anche biologia all'Università di Pisa in Italia. Il padre di Préval anch'egli agronomo, aveva ricoperto la posizione di Ministro dell'Agricoltura nel governo del generale Paul Magloire, predecessore di Duvalier. Quando lasciò Haiti a causa del suo impegno politico come potenziale opponente di Duvalier, il padre di Preval lavorò presso l'ONU in Africa.
Dopo aver passato cinque anni a Brooklyn, lavorando come cameriere, Préval tornò ad Haiti e ottenne una posizione come esperto in Risorse Minerarie Nazionali. Dopo alcuni anni aprì una panetteria a Port-au-Prince assieme ad altri soci. Mentre proseguiva ad occuparsi dei propri affari continuava ad essere attivo in circoli politici e in lavori di sostegno umanitario, tipo portare il pane all'orfanatrofio del padre Salesiano Jean-Bertrand Aristide, con il quale egli sviluppò una forte amicizia.
Dopo l'elezione di Aristide a presidente nel 1990, Préval servì come primo ministro dal 13 febbraio all'11 ottobre 1991, e andò in esilio in seguito al colpo di stato militare del 30 settembre 1991. Il 6 dicembre 2009 Preval sposò Elisabeth Débrosse Delatour, una dei suoi consiglieri economici e vedova di Leslie Delatour, l'ex governatore della banca centrale di Haiti. Il primo e secondo matrimonio di Preval con Guerda Benoit e Solange Lafontant rispettivamente si conclusero entrambi con il divorzio.

## Prima presidenza
Nel 1996, Préval fu eletto presidente per un mandato di cinque anni, con l'88% del voto popolare. Con il suo insediamento del 1996, Préval divenne il secondo capo di stato eletto democraticamente nel paese in 200 anni di storia. Nel 2001, divenne il secondo presidente di Haiti a dover lasciare il proprio ufficio come risultato della fine di un secondo mandato ininterrotto il primo fu il generale Nissage Saget, presidente dal 1869 al 1874.
Come presidente, Préval istituì numerose riforme economiche, notoriamente la privatizzazione di varie compagnie governative. Verso la fine del proprio mandato presidenziale il tasso di disoccupazione (sebbene ancora piuttosto alto) era sceso ai livelli più bassi dalla caduta di François Duvalier. Préval istituì anche un programma aggressivo di riforme agrarie nelle campagne haitiane. La sua presidenza, tuttavia, fu anche segnata da forti scontri con il parlamento dominato dai membri del partito di opposizione (OPL) e una crescente influenza del Fanmi Lavalas (partito dell'ex presidente), che si opponeva alle modifiche strutturali e al programma di privatizzazione del governo di Préval.
Come presidente, Préval era grande sostenitore delle indagini e dei processi connessi alle violazioni dei diritti umani commesse da militari e polizia.
Préval dissolse il parlamento nel 1999 e governò a gradi per tutta la durata residua del suo mandato presidenziale.

## Seconda presidenza

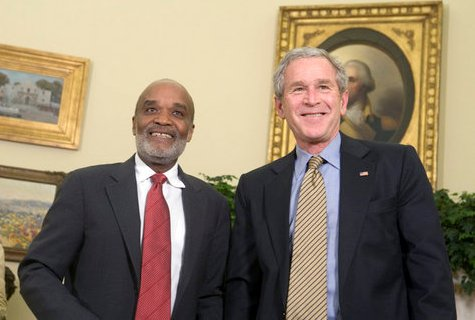
René Préval and U.S. President George W. Bush in the Oval Office

### Elezione
Préval corse contro Lespwa candidato nelle elezioni presidenziali del 2006. L'elezione ebbe luogo dopo circa due anni di controllo del paese da parte delle forze di pace internazionali, che qualcuno descrisse come una dittatura. I risultati parziali delle elezioni, pubblicati il 9 febbraio, indicavano che aveva vinto con circa il 60% dei voti, ma quando ulteriori risultati furono pubblicati la sua percentuale scese al 48,7% – rendendo necessario il ballottaggio. Molti giorni di manifestazioni popolari a favore di Préval si tennero a Port-au-Prince e in altre città di Haiti. Il 14 febbraio, Préval proclamò che c'erano state frodi nel conteggio dei voti e domandò di essere dichiarato vincente al primo turno. Le proteste paralizzarono la capitale con barricate in fiamme e l'assedio dell'Hotel Montana, dislocato nel sobborgo di Petionville — per domandare che venisse riconosciuta la vittoria di Préval al primo turno. Il 16 febbraio 2006, Préval fu dichiarato vincitore delle elezioni presidenziali con la percentuale del 51,15% dei voti.
Si insediò il 14 maggio; non poteva insediarsi prima perché doveva attendere che si formasse prima il parlamento. Quando si insediò insistete sull'importanza dell'unità dicendo che le divisioni erano il principale problema di Haiti e che gli haitiani dovevano lavorare tutti insieme. Il 17 maggio, nominò Jacques-Édouard Alexis, che aveva già servito come primo ministro durante la prima presidenza Préval, nuovamente come Primo Ministro. Dopo essersi insediato, Préval firmò immediatamente un contratto petrolifero con il Venezuela e si recò negli Stati Uniti a Cuba, e in Francia.
Préval deve molto del suo successo alla gente povera di Haiti; era particolarmente sostenuto nei sobborghi più poveri di Port-au-Prince. Tuttavia, molti dei poveri domandavano che all'ex presidente Aristide fosse permesso di rientrare e che i lavoratori delle imprese civili licenziati dal governo Latortue fossero riassunti. Questo causò tensioni notevoli nei sobborghi di Port-au-Prince. Préval promise di costruire un massiccio sistema stradale che avrebbe aiutato il commercio ed incrementato i trasporti nel paese.
L'economia sotto Preval ebbe un considerevole recupero.

### Integrazione Latino Americana
Haiti sotto Préval ha cooperato diplomaticamente e fraternamente con paesi dell'America Latina. L'alleanza Latino Americana di Haiti offrì al paese ciò di cui aveva bisogno. Il paese che lentamente stabilizzato ha beneficiato di una solida relazione economica con il Venezuela. Questa amicizia tra il presidente venezuelano Hugo Chávez ed il presidente haitiano sfociò in vari accordi economici. Quattro centrali elettriche (40-megawatt, e 30-megawatt, e due 15-megawatt) erano in programma per essere costruite ad Haiti. Una raffineria con la capacità di produzione di 10.000 barili di petrolio al giorno era anche in programma. L'aiuto fornito ad Haiti dal Venezuela si fondava su di un atto storico in cui il paese di Haiti dava il benvenuto a Simón Bolívar e offriva aiuto militare per aiutare Bolivar nella sua causa per liberare l'America latina.
Fidel Castro, Raúl Castro e altri diplomatici cubani come il vice presidente Esteban Lazo Hernandez hanno ringraziato Haiti per aver sempre votato alle Nazioni Unite contro l'embargo economico a Cuba da parte degli Stati Uniti.
I rapporti diplomatici di Préval con i colleghi latino americani hanno aperto molte opportunità economiche ad Haiti. Préval si incontrò con molti leader latino americani come Fidel Castro, Evo Morales della Bolivia (che aveva una situazione economica simile a quella di Haiti), Martín Torrijos di Panama, e Leonel Fernández della vicina Repubblica Dominicana. Le relazioni con la Repubblica Dominicana si rafforzarono molto grazie alla volontà di Préval di terminare le dispute e di dare importanza alla cooperazione. La Repubblica Dominicana fu la prima visita ufficiale di Préval. Préval poi visitò gli Stati Uniti, dove fu congratulato dal presidente statunitense Bush per la sua rielezione. 
Gli Stati Uniti considerarono l'incontro con Bush un buon segno di relazioni eccellenti tra USA e Haiti.

### Tumulti di aprile 2008
In aprile 2008, dei tumulti scoppiarono a causa dell'alto costo del cibo; dal 2007, i prezzi di un numero di cibi essenziali, incluso il riso, era aumentato del 50%. I rivoltosi attaccarono il palazzo presidenziale l'8 aprile ma furono respinti dalle truppe dell'ONU. Il 9 aprile, Préval fece un appello alla calma; disse che l'aumento dei prezzi del cibo era un problema mondiale, ma che il problema non si sarebbe risolto distruggendo i negozi, e aggiunse di avere ordinato alla polizia haitiana e ai soldati dell'ONU di “far finire la ribellione". Nonostante la richiesta che le tasse sul cibo importato fossero ridotte, Préval disse che non poteva farlo perché aveva bisogno di soldi; promise di aumentare la produzione di cibo ad Haiti in modo che il paese non fosse così dipendente dalle merci importate, ma questa era solo una delle richieste dei manifestanti. Il 12 aprile il senato di Haiti votò per la rimozione del primo ministro Alexis, e Préval annunciò che il prezzo del riso sarebbe stato ridotto. Disse anche che avrebbe richiesto l'aiuto economico del Venezuela.

### Terremoto del 2010
Il 12 gennaio Port-au-Prince fu colpita da un terremoto. Le prime notizie riportavano che i diplomatici non riuscivano a mettersi in contatto il Presidente Préval e temevano fosse rimasto intrappolato nelle macerie dell'edificio. Tuttavia un successivo aggiornamento dell'ambasciatore di Haiti presso gli Stati Uniti, Raymond Alcide Joseph, riferì che il Presidente e la moglie erano salvi e che erano in un luogo sicuro. La coppia stava per rientrare a casa quando iniziò il terremoto. Préval e sua moglie riuscirono a fuggire prima che la casa crollasse.
La maggior parte del governo haitiano incluso il presidente Préval, si trasferì presso una caserma della polizia al Toussaint Louverture International Airport. Il conteggio dei morti approssimativo superava i 200.000. Riguardo al terremoto il presidente è stato criticato sia nel proprio paese che all'estero per la sua reazione debole nell'affrontare il disastro. Il 14 maggio 2011 Michel Martelly succedette a Préval come Presidente di Haiti.